# Konstsim vid världsmästerskapen i simsport 2023 – Herrarnas fria soloprogram
Herrarnas fria soloprogram vid världsmästerskapen i simsport 2023 avgjordes mellan den 18 och 19 juli 2023 i Marine Messe Fukuoka i Fukuoka i Japan.
Spanske Dennis González tog guld, colombianske Gustavo Sánchez tog silver och amerikanske Kenneth Gaudet tog brons.

## Resultat
Kvalet startade den 18 juli klockan 15:00. Finalen startade den 19 juli klockan 16:30.
| Placering | Namn                    | Nationalitet   | Kval     | Kval      | Final    | Final     |
| Placering | Namn                    | Nationalitet   | Poäng    | Placering | Poäng    | Placering |
| --------- | ----------------------- | -------------- | -------- | --------- | -------- | --------- |
| 1         | Dennis González         | Spanien        | 169,8521 | 4         | 193,0334 | 1         |
| 2         | Gustavo Sánchez         | Colombia       | 166,3022 | 6         | 189,9625 | 2         |
| 3         | Kenneth Gaudet          | USA            | 179,7834 | 1         | 179,5562 | 3         |
| 4         | Yotaro Sato             | Japan          | 167,7478 | 5         | 167,9709 | 4         |
| 5         | Ranjuo Tomblin          | Storbritannien | 172,5166 | 3         | 166,1792 | 5         |
| 6         | Quentin Rakotomalala    | Frankrike      | 145,3501 | 7         | 155,9813 | 6         |
| 7         | Kantinan Adisaisiributr | Thailand       | 136,0416 | 8         | 139,9063 | 7         |
| 8         | Javier Ruisanchez       | Puerto Rico    | 104,5375 | 9         | 103,7500 | 8         |
| 9         | Andy Ávila              | Kuba           | 84,8166  | 10        | 95,6146  | 9         |
| 10        | Eduard Kim              | Kazakstan      | 173,0499 | 2         | 0DNS0    | 0DNS0     |